# Державний заповідник
Державний заповідник — категорія природно-заповідного фонду, що існувала з 1972 по 1992 рік. Категорія є еквівалентом сучасної категорії «природний заповідник».

## Історія категорії
Декретом Ради Народних комісарів від 16 вересня 1921 року «Про охорону пам'яток природи, садів і парків», підписаним В. І. Леніним (перший природоохоронний законодавчий акт СРСР), було виділено 5 категорій природних об'єктів, що охороняються державою (заповідники, національні парки, пам'ятки природи, сади, парки), закріплені організаційні форми охорони цінних у науковому, культурному й естетичному відношеннях територій і окремих природних об'єктів. Протягом 1921—1972 років заповідники в офіційних документах (наприклад декретах про створення) називались «державні хаповідники».
Наступна класифікація природоохоронних територій затверджена 1972 року, в якій зазначена категорія «Державний заповідник». Починаючи з 1.01.1978 року було також введено в дію держстандарт (і досі чинний) «Порядок погодження, затвердження і державної реєстрації заповідних об'єктів», затверджений Постановою Держплану УРСР від 23.11.1976 № 101.
22 липня 1983 року видана діюча і сьогодні постанова № 311 «Про класифікацію і мережу територій та об'єктів природно-заповідного фонду Української РСР». Розширена класифікація включає такі категорії: державний заповідник республіканського значення, державний природний національний парк, державний заказник (республіканського значення, місцевого значення), державна пам'ятка природи (республіканського значення, місцевого значення), державний ботанічний сад, державний дендрологічний парк, державний зоологічний парк, державний парк-пам'ятка садово-паркового мистецтва (республіканського значення, місцевого значення) та державне заповідне урочище.
Сучасна класифікація категорій природно-заповідного фонду затверджена у 1992 році Законом України «Про природно-заповідний фонд України» і без змін збережена до нинішнього часу закріпила остаточну назву категорії природоохоронних територій: природний заповідник.